# Apodrassodes
Genre
Apodrassodes est un genre d'araignées aranéomorphes de la famille des Gnaphosidae.

## Distribution
Les espèces de ce genre se rencontrent en Amérique du Sud et en Amérique centrale.

## Liste des espèces
Selon World Spider Catalog (version 22.0, 01/05/2021) :
- Apodrassodes araucanius (Chamberlin, 1916)
- Apodrassodes chula Brescovit & Lise, 1993
- Apodrassodes guatemalensis (F. O. Pickard-Cambridge, 1899)
- Apodrassodes mercedes Platnick & Shadab, 1983
- Apodrassodes mono Müller, 1987
- Apodrassodes pucon Platnick & Shadab, 1983
- Apodrassodes quilpuensis (Simon, 1902)
- Apodrassodes taim Brescovit & Lise, 1993
- Apodrassodes trancas Platnick & Shadab, 1983

## Publication originale
- Vellard, 1924 : « Études de zoologie. » Archivos do Instituto Vital Brazil, vol. 2, p. 121-170.